# 小行星8675
小行星8675（英語：8675）是一颗围绕太阳公转的小行星。1991年12月30日，上田清二、金田宏在钏路市发现了此天体。
这颗小行星的绝对星等为214.7152204210855等。